# Церера (патуљаста планета)
Церера или Церес (ознака мањих планета 1 Церера; симбол ⚳) најмања је патуљаста планета у Сунчевом систему и једина у главном астероидном појасу. Открио ју је Ђузепе Пјаци 1. јануара 1801. године, а име је добила по Церери, римској богињи земљорадње.
Са пречником од око 950 km, Церера је највеће и најмасивније тело у астероидном појасу, и садржи отприлике трећину укупне масе појаса. Недавна истраживања су показала да је планета сферног облика, за разлику од мањих тела са слабијом гравитацијом. Површина Церере је вероватно начињена од леда и разних хидратних материјала, као што су карбонати и глина. Чини се да Церера има стеновито језгро и ледени омотач. Церера можда садржи океан испуњен течном водом, што је чини метом садашњих потрага за ванземаљским животом. Планета може бити окружена разређеном атмосфером која садржи водену пару.
Церерина визуелна магнитуда се креће од 6,7 до 9,3, па и када је најсјајнија она је превише слабог сјаја да би се видела голим оком. Наса је 27. септембра 2007. лансирала мисију Зора, која има циљ да истражи астероиде Весту и Цереру. НАСА-ина роботска свемирска летелица Дон ушла је у орбиту око Церере 6. марта 2015.

## Откриће
Италијански астроном Ђузепе Пјаци открио је Цереру 1. јануара 1801. сасвим случајно, док је тражио звезду Мајер 87. Пјаци није успео пронаћи звезду (касније се испоставило да је каталог с којим је Пјаци тада радио имао грешку), али зато је у близини пронашао тачкасти објект који је полако клизио небом. Пјаци је првобитно помислио да је пронашао нову комету.
Пјаци је након открића пратио Цереру до 11. фебруара 1801, када је морао да обустави рад због болести. Како Пјаци никоме није рекао за своје откриће, Церера је, током конјункције (проласка поред Сунца гледано са Земље), изгубљена. Да би поновно пронашли астероид, математичар Карл Фридрих Гаус је развио методу рачунања орбите из три посматрања, што је било довољно да га Франц Хавер фон Зах и Хајнрих Олберс касније поновно пронађу.
Јохан Елерт Боде је веровао да је Церера „планета који недостаје“ између Марса и Јупитера у његовом моделу Сунчевог система. Међутим, Церера се показала мањом од очекивања, премалом да би јој се видио диск у телескопу, па је Вилхелм Хершел сковао назив астероид (звездолик) за ову нову класу објеката.

## Име
Пјаци је првобитно предложио име Церес Фердинандеа (италијански, Cerere Ferdinandea) за ово тело, по митолошкој фигури Церери (Римској богињи биљака) и Краљу Фердинанду од Две Сицилије. „Фердинандеа” није било прихватљиво другим нацијама у свету, тако да је одбачено. Церера се кратковремено у Немачкој звала Хера. У Грчкој се назива Δήμητρα (Деметра), по грчком еквиваленту богиње Церере; у енглеском говорном подручју, Деметра је назив астероида (1108 Деметра). Због ретког кориштења, не постоји консензус о исправном кориштењу придева, али се најчешће користе церерски и церерин. Астрономски симбол је срп, сличан Венерином симболу који је симбол женског пола и Венериног огледала. Елемент Церијум је добио назив по Церери. Елемент паладијум је првобитно био назван по Церери, али је његов проналазач променио име након што је церијум добио своје име. Паладијум је добио име по астероиду 2 Палас.

## Орбита и димензије
Церера је највећи познати астероид у астероидном појасу између Марса и Јупитера. Но, Церера ипак није највећи астероид, јер су у Којперовом појасу откривена многа тела већа од Церере, укључујући Иксион, Квавар, Оркус, недавно откривени УБ313 и Седна.
Церера је једини објекат у астероидном појасу који је довољно велик да га властита гравитација доведе у приближно сферни облик. Други велики астероиди астероидног појаса, као нпр. Јунона и Веста су изразито несферични.
Маса Церере је 9,45±0,04 × 1020 kg, што је још увек само 4% масе Месеца. Постоје индиције да је површина Церере довољно топла да подржи постојање слабе атмосфере, те да се на површини може наћи и иње.
Церера је уједно и главни астероид у астероидној фамилији Церера.

## Истраживања Церере
Окултација једне звезде Церером 13. новембра 1984, посматрана је из Мексика, Флориде и с Кариба.
Свемирски телескоп Хабл снимио је Цереру 2001. године. Иако су слике релативно ниске резолуције, показују да је астероид сферног облика. На слици се разлучује и тамна мрља, за коју се претпоставља да је кратер, који је назван Пјаци.
Церера је током 2004. посматрана и помоћу телескопа Кек. Уз помоћ адаптивне оптике, постигнута је резолуција од 50 km по пикселу, чиме су надмашени резултати Хабла. На овим се сликама разлучују 2 велика тамна подручја, за које се верује да су ударни кратери. Већа мрља има нешто светлије средиште. Кратер Пјаци није био видљив на сликама Кека.
НАСА је у септембру 2007. према астероидима Церера и Веста лансирала летелицу Зора. Она је први део мисије провела у орбити око Весте, коју је напустила у септембру 2012. и након дугог пута 6. марта 2015. стигла у орбиту око Церере.

## Геологија
Церера је највећи астероид у појасу астероида. Класификована је као Ц-тип или угљенични астероид. Облик је спљоштени сфероид, са екваторским пречником 8% већим од пречника на половима. Мерења сонде Зора показала су да има тежину 9.39×10^20 килограма и просечан обим 939.4 километара. То јој даје густину од 2,16 грама по центиметру кубном, што сугерише да је око једна четвртина њене масе лед воде.